# 香福寺
香福寺（こうふくじ）は、相模原市緑区にある臨済宗建長寺派の寺院。詳名は橋本山香福寺。本山は建長寺。

## 歴史
応永年間（1394年～1427年）に創立された。開山は蔵海性珍。本尊は地蔵菩薩であり、かつて薬師堂にあった薬師如来像が安置されている。開基不詳。山門は19世紀に建てられたという。
香福寺は開山後ほどなくして衰退したと思われる。開山と第二代住職との間に59年、二代と三代の間に66年、三代と四代の間に47年の開きがあり、開山してすぐに無住の状態に陥ったことがわかる。1594年（文禄2年）の検地では地蔵堂だったといい、当時は御本尊が祭られているのみだったと考えられる。
その後の中興開基は矢島左今尉（1640年11月15日没）が行ったといわれる。矢島氏は甲州・武田家の遺臣であり、武田の滅亡後、橋本に落ち着いた。
近年では新墓地も造成されている。

## 境内

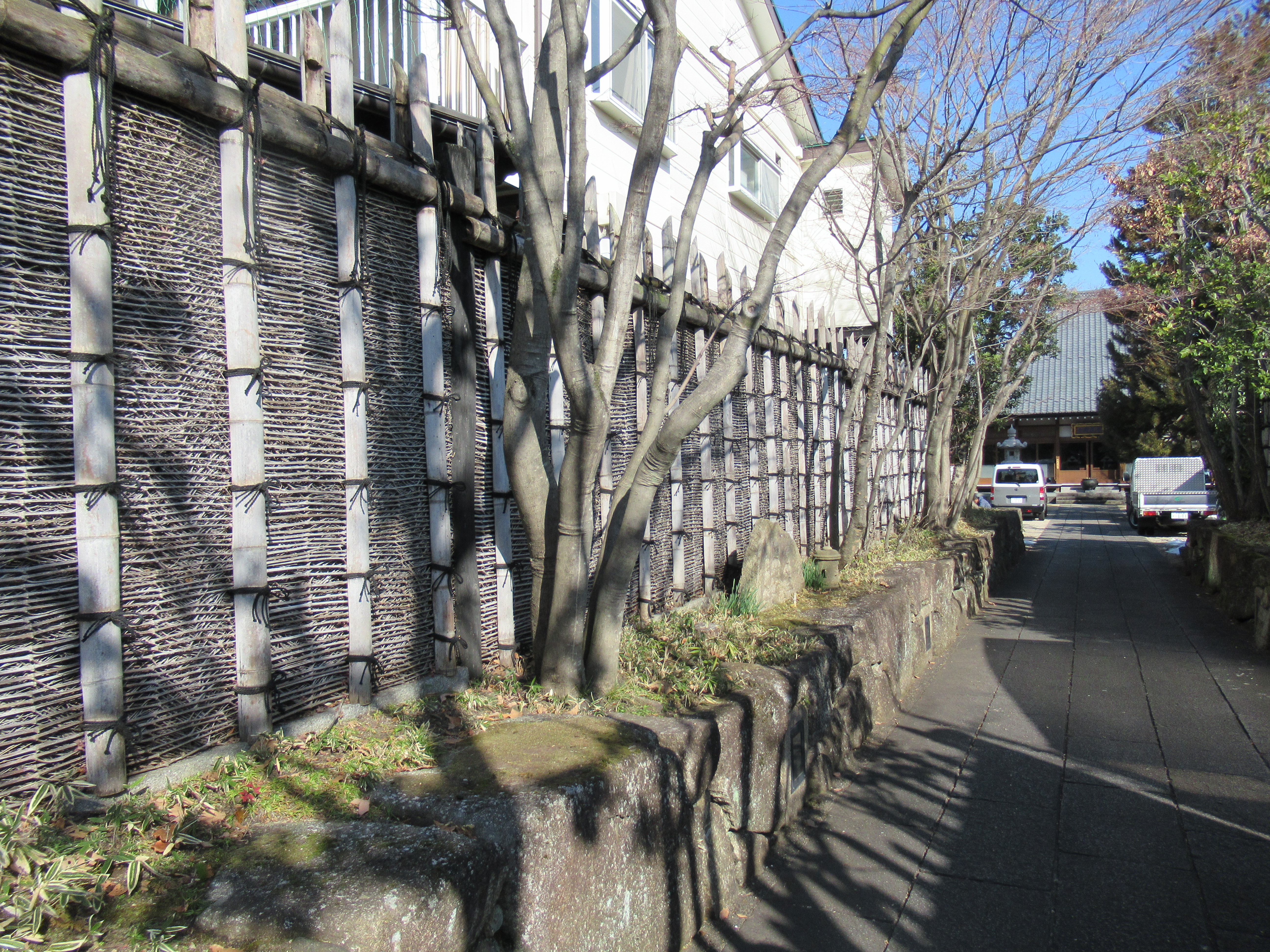
参道の垣根。離宮垣とされている

### 本堂
矢島左近某（1640年没）を中興開基とする、在地の標準的な臨済宗本堂である。間取りは左右対称。内部は差物を用いず、仏間周囲を除いて上部の壁はすべて内法長押で固めてある。仏間前面は欅の丸柱間に三本虹梁形差物をわたしている。仏間は竿縁天井、来迎柱間に木鼻付きの虹梁形頭貫と台輪をわたし、前方にも木鼻を出している。建築年代を示す資料はないが、虹梁の絵様から18世紀後期と推定される。

### 鐘楼
平面は桁行2.7m、梁行2.4mの長方形。細部は禅宗様を基本とし、内部は格天井を張り、出組で直接天井桁を受ける。以前の釣鐘は貞享3年（1686年）鋳造のものであったが、第二次世界大戦中に供出させられている。現在の釣鐘は、近年信徒によって奉献されたものである。

### 山門

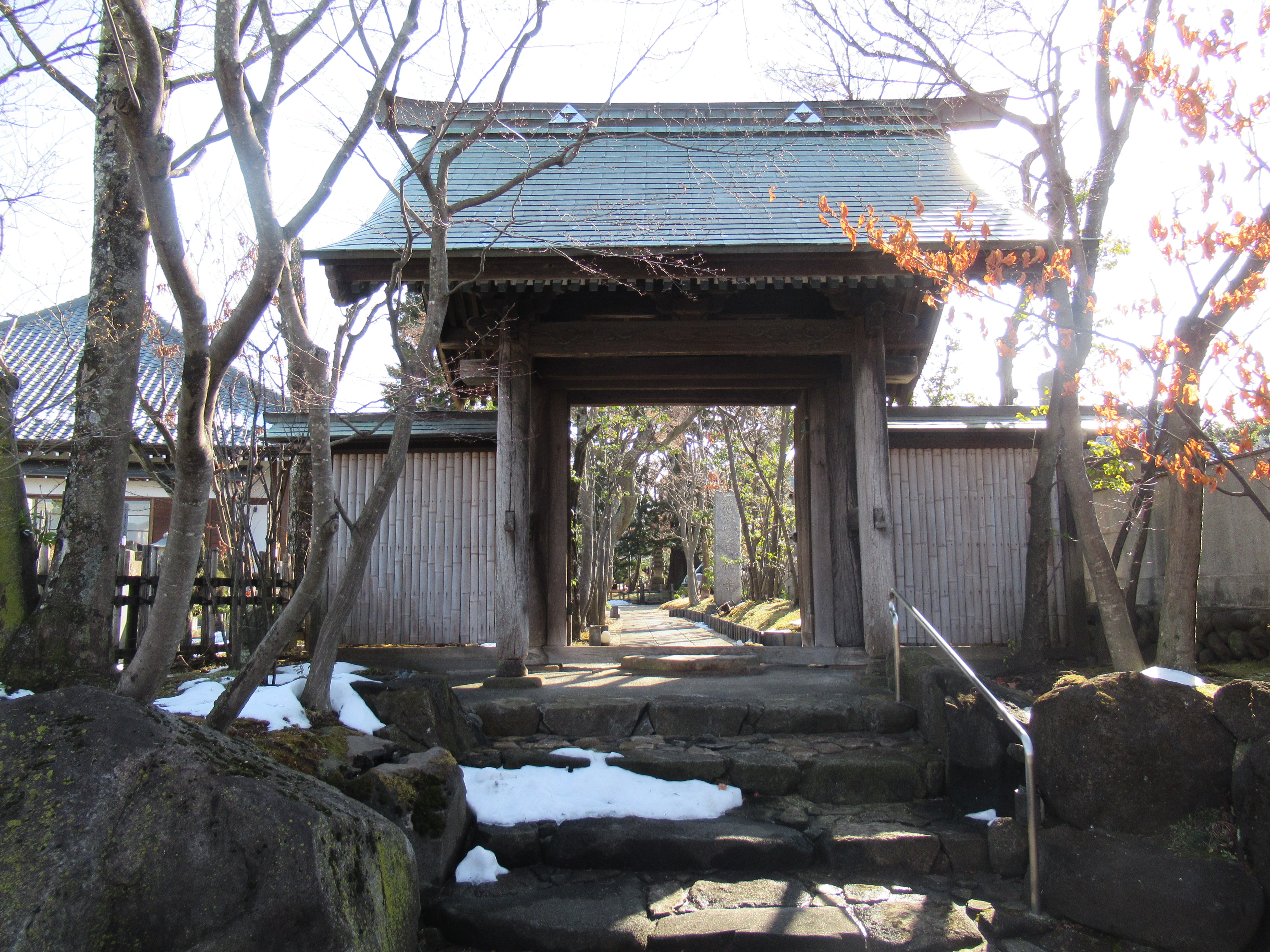
香福寺の山門

一間一戸の四脚門で、すべての柱が丸柱である。 鐘楼とは、異なり素木造で、江戸時代後期に造られた。

### 三つ鱗の紋

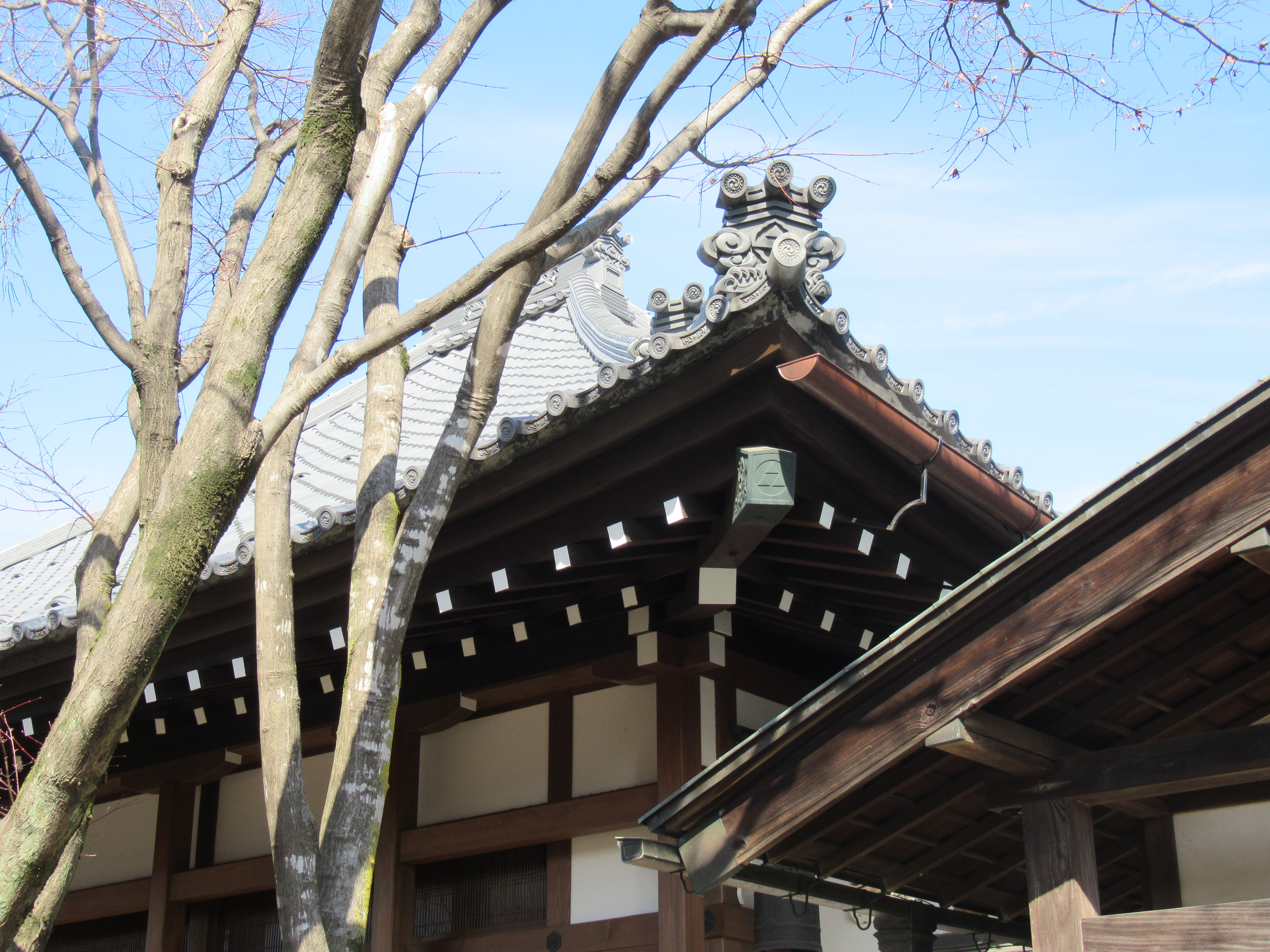
鬼瓦 三つ鱗

本堂・山門・鐘楼・客殿の棟や鬼瓦、硝子戸などに三個の三角形を品字型に並べた、「三つ鱗」の紋がついている。この紋は鎌倉幕府の実権を握った、鎌倉北条氏の紋と同じである。円弧が重なった文様ではなく、三角形の文様を鱗とするのは、この文様の鱗は魚の鱗ではなく、龍や蛇の鱗であるという説がある。

### その他
かつては延寿堂（僧の病を療養する施設）や薬師堂もあった。
延寿堂は、すでに天保の頃（1831年～1845年）には遺跡になっていたといわれる。一般的に延寿堂は大寺にあったとされているためかつての香福寺も大寺であったと考えられる。また古書には常慶庵という別院があったとも記されている。
薬師堂については、『新編相模国風土記稿』にこれが書かれた1841年には香福寺境内にあったと記されているが、どこにあったかは定かではない。『相澤日記』には、1900年12月薬師堂を八王子の上州屋に30円で売却し、その金は香福寺の屋根の修理費に充てられたと書かれている。

## 文化財

### コウヤマキ
香福寺の庭には樹齢400年の立派な高野槙の木がある。相模原市保存樹木

### 徳本念仏塔
香福寺の山門に向かう参道右手に徳本念仏塔がある。塔は1819年に建立され、高さ144cm、幅61cm、奥行き35cmの自然石である。徳本は浄土宗の仏門に入り、1784年（天明4年）26歳の時に出家し、諸国を巡錫し布教していった。塔には「南無阿弥陀仏」が独特な書体で書かれ、署名・丸に十の字の花押が添えてある。1978年（昭和53年）、相模原市教育委員会の調査によれば、市内に徳本念仏塔は13基確認されている。相模原市登録有形民俗文化財

## 交通アクセス
- 鉄道
  - JR東日本横浜線・相模線、京王電鉄相模原線 橋本駅より徒歩10分[23]

- バス
  - 橋本駅より京王電鉄バス「香福寺前」バス停下車すぐ[23]

## 周辺施設

### 秋葉大権現

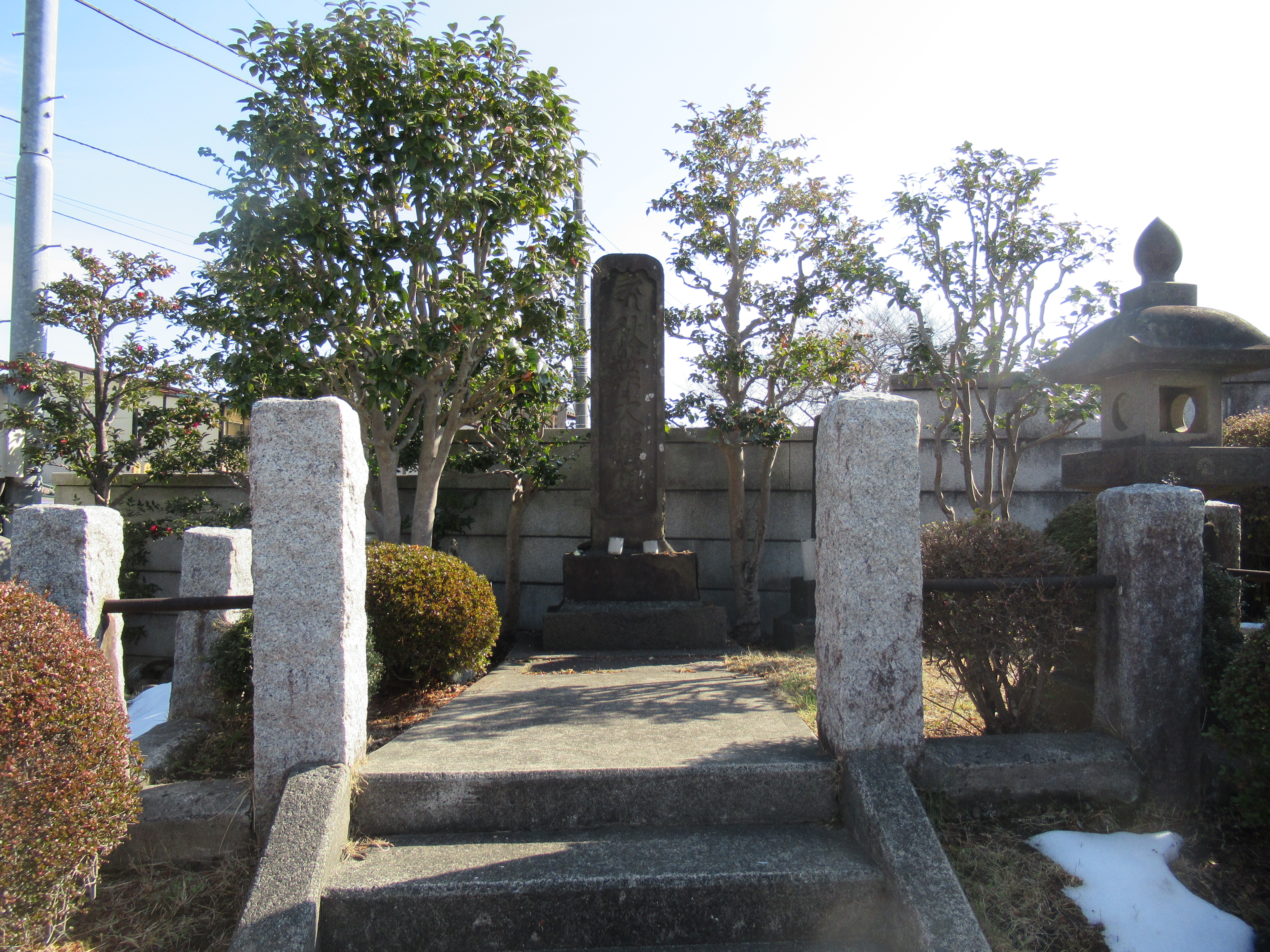
秋葉大権現 全景

香福寺西隣接地に「秋葉大権現」と彫られた角柱塔形式の秋葉塔がある。本体の高さ159cm。二段の台坐ともに総高さ209cm。巾40cm。正面に「□秋葉大権現」、右側に「明和第五戌子歳(1768)」、左側に「五月吉祥日、橋本村」と刻まれている。
火伏せの神様として「秋葉様」「秋葉さん」と呼ばれ、近年まで信仰されている。市域で34基の秋葉塔が18世紀半ばから19世紀半ばにかけて造立されているが、ここの秋葉塔は1768年（明和5年）造立で市内では最も古い。
1841年（天保12年）4月夜、境川近くの民家から出火、街道沿いに28戸、80棟を焼く大火となった。火は香福寺まで迫ったが、秋葉大権現のところで風向きが変わり難を逃れた。これにより更に信仰が篤くなり、1917年（大正6年）に電気が開通するまでは秋葉講員の家に「ほくち箱」が廻され、交代当番制で毎晩燈明を供えたという。11月17日の秋葉大権現の祭事では香福寺の住職により読経が行われるという。

### 供養塚
橋本2丁目の東側十字路角に供養塔が建立されている。芝地に木が植えられているこの小さな丘は供養塚と呼ばれている。土地は283.8㎡。塔の高さは地表66cm、幅24cm、厚さ21cmの角形で正面に刻字がある。
この地は1569年(永禄12年)10月、武田信玄と北条氏康の軍勢が愛甲郡三増峠で戦った三増合戦の際に、負傷した北条方の落武者数名が八王子の滝山城へ引き返す途中で力尽きて自刃した地だと伝えられている。後世になって慰霊が営まれるようになり、1898年(明治31年)4月に供養塔が建立された。
加えて、日清・日露戦争戦没者の表忠碑と橋本地区(旧相原村)の第二次世界大戦戦没者忠魂碑も建立されている。